# Orchis petterssonii
Orchis petterssonii är en orkidéart som beskrevs av Gottfried Keller och Pett. Orchis petterssonii ingår i släktet nycklar, och familjen orkidéer. Inga underarter finns listade i Catalogue of Life.